# Venham a mim as criancinhas

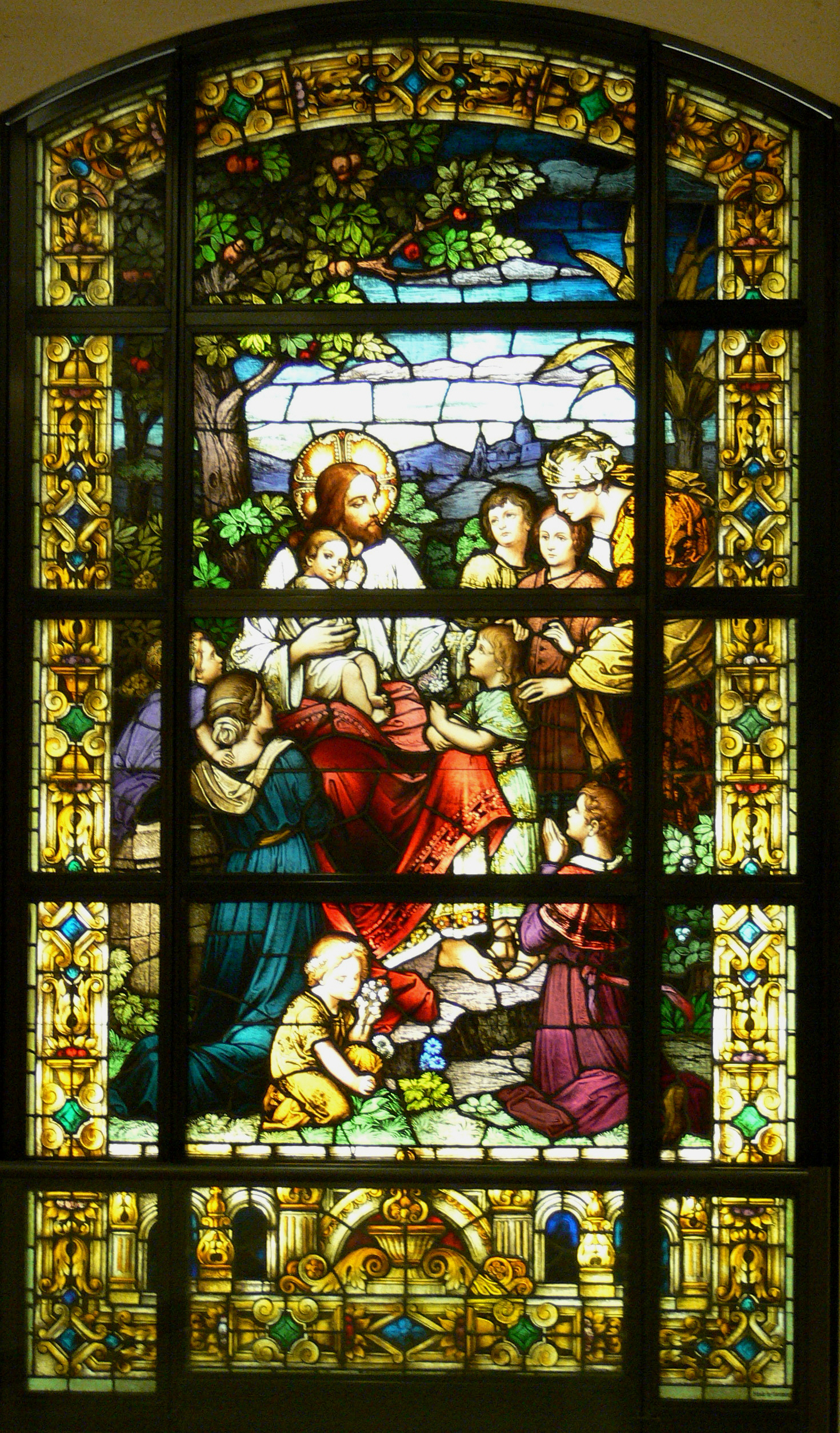
Vinde a mim as criancinhas...
Vitral no mausoléu da Catedral Católica Romana de Nossa Senhora dos Anjos, em Los Angeles, Califórnia, EUA.

Venham a mim as criancinhas é um dos discursos de Jesus nos evangelhos sinóticos. O trecho aparece em Lucas 18:15–16, Marcos 10:13–16 e em Mateus 19:13–14. Jesus faz um outro discurso similar sobre o mesmo tema em Mateus 18:1–6, Marcos 9:33–37 e Lucas 9:46–48.
O apócrifo Evangelho de Tomé também tem um verso similar.

## Narrativa bíblica

### Venham a mim...
No Evangelho de Mateus, o trecho é:
| “ | «Então lhe trouxeram alguns meninos, para que lhes impusesse as mãos e orasse por eles; e os discípulos repreenderam aos que os trouxeram. Jesus, porém, disse: Deixai os meninos, e não os impeçais de virem a mim; porque dos tais é o reino dos céus.» (Mateus 19:13–14) | ” |

### Discurso sobre as crianças
Novamente em Mateus:
| “ | «Naquela hora chegaram-se os discípulos a Jesus e perguntaram: Quem é, porventura, o maior no reino dos céus? Jesus, chamando para junto de si um menino, pô-lo no meio deles e disse: Em verdade vos digo que se não vos converterdes e não vos fizerdes como meninos, de modo algum entrareis no reino dos céus. Quem, pois, se tornar humilde como este menino, esse será o maior no reino dos céus. Aquele que receber um menino, tal como este, em meu nome, a mim é que recebe; mas quem puser uma pedra de tropeço no caminho de um destes pequeninos que crêem em mim, melhor seria que se lhe pendurasse ao pescoço uma grande pedra de moinho, e que fosse lançado no fundo do mar.» (Mateus 18:1–6) | ” |

## Evangelho de Tomé
Um verso similar sobre criancinhas pode ser encontrado no Evangelho de Tomé. As duas passagens, são, porém, diferentes no tom. Porém, ambas começam comparando os que entram no Reino de Deus às crianças e então fazem referência a olhos, mãos e pés. Em Mateus, Jesus sugere que estas partes devem ser "cortadas", enquanto que na passagem em Tomé o tom segue na direção de uma renovação e de uma limpeza espiritual:
| “ | 22. Jesus viu crianças de peito a mamarem. E ele disse a seus discípulos: Essas crianças de peito se parecem com aqueles que entram no Reino. Perguntaram-lhe eles: Se formos pequenos, entraremos no Reino? Respondeu-lhes Jesus: Se reduzirdes dois a um, se fizerdes o interior como o exterior, e o exterior como o interior, se fizerdes o de cima como o de baixo, se fizerdes um o masculino e o feminino, de maneira que o masculino não seja mais masculino e o feminino não seja mais feminino - então entrareis no Reino. | ” |
|   | — Evangelho de Tomé 22. |   |